# 1975年北海道知事選挙
1975年北海道知事選挙（1975ねんほっかいどうちじせんきょ）は、北海道の執行機関である北海道知事を選出するために行われた地方選挙で、第8回統一地方選挙前半戦投票日である4月13日に投票が行われた。

## 概要
北海道知事の任期4年が満了したことによる選挙である。北海道知事選挙は第1回知事選挙（1947年）以来、常に統一地方選挙の日程で実施されており、今回は8回目となる知事選挙である。また日本社会党（以下、社会党）を中心とする革新勢力が強い地域である北海道では、保革一騎討ちの選挙戦が展開され続け、前回選挙では自由民主党（以下、自民党）公認の堂垣内尚弘と社会党公認の塚田庄平による事実上一騎討ちの選挙戦となり、堂垣内が塚田を1万3千票余りの僅差で下して初当選を果たした。今回の選挙も前回選挙で当選し自民党や民社党が推す現職の堂垣内候補に対して、社会党や共産党が推す前旭川市長で新人候補の五十嵐広三による保革一騎討ちの選挙戦となったが、堂垣内候補が五十嵐候補を予想外の大差で下して再選を果たした。

## 基礎データ
今回の知事選挙も保革一騎討ちの選挙戦となったが、保守系で再選を目指す堂垣内尚弘知事、16年ぶりの革新道政奪還を狙う五十嵐広三前旭川市長の保革両候補ともにこれまでの政党公認候補ではなく無所属候補となったことが特徴としてあげられる。
- 告示日：1975年3月19日
- 投票日：1975年4月15日
- 投票日当日有権者数：3,539,876名
- 立候補者：2名

| 候補者     | 年齢 | 党派（推薦・支持政党）                   | 新旧 | 前職              |
| ---------- | ---- | ---------------------------------------- | ---- | ----------------- |
| 五十嵐広三 | 49   | 無所属（社会党・共産党推薦、公明党支持） | 新人 | 前旭川市長        |
| 堂垣内尚弘 | 60   | 無所属（自民党・民社党推薦）             | 現職 | 北海道知事（1期） |
凡例：自民党＝自由民主党、社会党＝日本社会党、共産党＝日本共産党　

## 選挙結果
投票率：84.28％（投票者数2,983,444名）前回投票率76.76％
| 候補者     | 党派（推薦・支持政党）           | 新旧 | 得票数    | 得票率 | 当落 |
| ---------- | -------------------------------- | ---- | --------- | ------ | ---- |
| 堂垣内尚弘 | 無所属（自民党・民社党）         | 現職 | 1,628,838 | 55.2%  | 当選 |
| 五十嵐広三 | 無所属（社会党・共産党・公明党） | 新人 | 1,324,197 | 44.8%  |      |
出典：北海道知事選挙の結果（昭和22年～現在）.北海道選挙管理委員会
「概要」でも説明したように保守系無所属で現職の堂垣内候補が革新系無所属で新人の五十嵐候補に30万票余の大差をつけて再選を果たした。堂垣内候補は保守が強い郡部だけでなく、これまで革新系が強いとされてきた都市部でも強みを発揮した。一方、五十嵐候補は知事選と同時に実施された札幌市長選における革新系候補擁立のもたつきから革新共闘が十分機能しなかったことが最後まで災いした。